# Komujärvi (sjö i Norra Österbotten)
Komujärvi är en sjö i Finland. Den ligger i kommunen Pyhäjärvi i landskapet Norra Österbotten, i den centrala delen av landet, 400 km norr om huvudstaden Helsingfors. Komujärvi ligger 147,9 meter över havet. Arean är 6,83 kvadratkilometer och strandlinjen är 26,49 kilometer lång. Sjön  ingår i Pyhäjoki älvs huvudavrinningsområde.   I omgivningarna runt Komujärvi växer i huvudsak blandskog. Den sträcker sig 5,6 kilometer i nord-sydlig riktning, och 4,0 kilometer i öst-västlig riktning.
I sjöns finns flera öar, den största är Väisäsenluoto.